# Naissance en 1105
Naissance
- 1101
- 1102
- 1103
- 1104
- 1105
- 1106
- 1107
- 1108
- 1109

Cette page dresse une liste de personnalités nées au cours de l'année 1105 :
- 1er mars : Alphonse VII de León et Castille, roi de Galice et de León et Castille. Il est couronné Imperator totius Hispaniae, « empereur de toutes les Espagnes » en 1135.

- Henri Aristippe, lettré italien d'origine grecque et homme politique du royaume de Sicile, qui fut l'un des acteurs de la Renaissance du XIIe siècle.
- Ibn Asakir, savant musulman Shâfi'ite et théologien Ash'arite, auteur du célèbre Tārīkh Dimashq (Histoire de Damas).
- Awn ad-Din ibn Hubayra, Abu al-Muzaffar 'Awn ad-Din Yahya ibn Hubayra al-Shaybani, homme politique et juriste arabe qui a servi en qualité de vizir sous Al-Muqtafî et son successeur Al-Mustanjid.
- Bermond Ier d'Uzès, seigneur d'Uzès.
- Conrad de Bavière, religieux catholique allemand d'origine italienne, considéré comme saint par l'Église catholique.
- Guillaume de Paris, chanoine séculier à Sainte Geneviève du Mont puis, après la réforme de Suger, chanoine régulier.
- Ibn Tufayl, Abu Bakr Mohammed ben Abd-el-Malik ben Tufayl el-Qaïci, philosophe andalou, astronome, médecin, mathématicien, mutazile et mystique soufi.
- Inge II de Suède, roi de Suède.
- Jean le Maréchal, maréchal de la maison royale d'Angleterre.
- Joseph Kimhi, rabbin, poète, grammairien, exégète biblique et traducteur provençal.
- Ladislas II le Banni de Pologne, duc de Silésie, de Petite-Pologne et de Sandomierz, princeps de Pologne.
- Lope Diaz I de Haro, quatrième Seigneur de Biscaye.
- Maurice FitzGerald (en), lord de Maynooth, Naas et Llansteffan.
- Mahmud II, sultan d'Irak et du Fars.
- Odo de Novara, moine italien.
- Sophie de Winzenbourg, margrave de Brandebourg.
- Xuedou Zhijian (en), moine bouddhiste chinois.

date incertaine (vers 1105)
- Alexandre III, pape.

## Crédit d'auteurs
- Cet article est partiellement ou en totalité issu de l'article intitulé « 1105 » (voir la liste des auteurs).